# 니코 (영화)
니코(The Flight Before Christmas)는 2008년 개봉한 애니메이션 영화이다.
이 영화는 덴마크, 독일, 아일랜드의 공동 제작자와 함께 핀란드에서 제작되었다.

## 줄거리
어린 순록 니코는 산타의 썰매를 끄는 '플라잉 포스' 순록 중 하나가 자신의 아버지라는 이야기를 듣고, 하늘을 나는 것을 꿈꾼다. 하지만 니코는 고소공포증 때문에 날지 못한다. 날다람쥐 율리우스의 격려 속에서 하늘을 나는 연습을 하던 중 다른 순록들의 놀림을 받게 된 니코는, 방해받지 않고 연습하기 위해 친구 사가와 함께 보호된 계곡을 떠난다. 그러나 곧 늑대들에게 발각되어 도망치다 오히려 늑대들을 계곡으로 유인하고, 무리가 위험에 빠진다. 무리 리더이자 사가의 아버지는 늑대와 싸워 이기지만 부상을 입는다. 자신의 행동 때문에 무리가 피해를 입었다는 사실에 죄책감을 느낀 니코는 아버지를 찾고 산타의 거처를 찾아 떠나기로 결심한다.
니코가 사라진 것을 안 율리우스는 니코를 찾아 나선다. 니코를 설득해 돌려보내는 데 실패한 율리우스는 어쩔 수 없이 니코와 함께 산타를 찾아 나선다. 한편, 잃어버린 푸들 에시가 늑대 무리를 만나 죽을 위기에 처하자, 늑대 우두머리 블랙 울프에게 산타 순록을 죽이는 계획을 제안한다. 에시는 블랙 울프의 행운의 부적으로 여겨져 목숨을 건지지만, 늑대 무리에 합류하게 된다. 니코와 율리우스는 작은 나무에 걸린 흰 족제비 윌마를 구해주고, 윌마는 빚을 졌다고 생각하여 니코 일행에 합류한다. 갑작스러운 눈보라 속에서 율리우스와 헤어진 니코는 늑대 무리 근처 눈더미 밑에서 잠이 든다. 니코는 블랙 울프가 산타를 죽이고 자신이 산타가 되어 아이들을 잡아먹으려 한다는 계획을 엿듣게 된다.
니코는 늑대에게 발각되어 도망치다 율리우스를 만나지만, 절벽에 갇힌다. 윌마가 노래로 눈사태를 일으켜 니코와 율리우스를 구해준다. 윌마는 산타의 집에 가는 길을 안다며 니코 일행을 계속 따라간다. 니코는 윌마의 도움으로 위험한 강을 건너려다 실패하고, 율리우스와 윌마는 높은 폭포에서 니코를 구한다.
니코가 회복되는 동안 율리우스는 늑대에게 가족을 잃었던 과거를 이야기하며 니코를 아들처럼 생각한다고 말한다. 산타의 집에 도착한 니코는 산타의 플라잉 포스 순록들에게 블랙 울프의 계획을 알리지만, 순록들은 믿지 않는다. 순록들은 크리스마스 이브를 앞두고 술집에서 축하를 하고, 윌마는 니코의 아버지가 누구인지 묻는 노래를 부른다. 아무도 대답하지 않지만, 니코가 날 수 있는 유전자를 가졌는지 확인하는 "비행 테스트"를 하기로 한다. 위험을 감지한 율리우스는 비행 중인 니코에게 소리를 지르고, 니코는 추락하지만 대셔에게 구조된다. 니코는 율리우스와 다툰 후 떠나고, 늑대들이 산타의 계곡에 들이닥쳐 순록들은 비행 능력을 잃는다. 블랙 울프는 니코를 쫓아 높은 나무 위로 몰아넣는다.
다른 순록들이 활주로에 갇힌 사이, 율리우스는 순록들에게 다시 날 수 있다고 설득하고, 순록들은 썰매를 이용해 니코를 구한다. 블랙 울프는 썰매에 매달리지만 율리우스가 그 부분을 떨어뜨린다. 율리우스를 구하기 위해 니코는 썰매에서 뛰어내리고, 마침내 날 수 있게 된 것을 깨닫고 율리우스를 구한다. 블랙 울프는 추락하여 죽는 것으로 보인다. 니코와 플라잉 포스 순록들은 늑대들을 쫓아낸다. 프랜서는 니코의 용기를 칭찬하며 자신이 니코의 아버지라고 밝힌다. 니코는 산타를 만나 플라잉 포스에 합류하라는 제안을 받지만, 율리우스가 니코의 엄마와 무리에게 소식을 전하러 떠나자 니코는 엄마와 율리우스와 함께 남기로 결정하고, 프랜서를 방문할 계획을 세운다. 이후 니코와 율리우스는 무리를 새로운 계곡으로 데려간다.

## 출연

### 주연
- 한누-펙카 뵤르크만
- 부오코 호바타
- 올리 얀투넨

### 조연
- 카리 히타라티
- 토미 코펠라
- 펀티 발토넨

## 기타
- 공동제작: 모 호넌

## 같이 보기
- 크리스마스 영화 목록
- 산타의 매직 크리스탈